# 실종: 사라진아내
"실종: 사라진아내"는 2016년에 개봉한 대한민국의 영화이다.

## 캐스팅
- 정겨운 : 조태식 역
- 윤아민 : 유영숙 역
- 이재용 : 박만식 역
- 한유림 : 이유미 역
- 주빈 : 차연우 역
- 허충호 : 기철 역
- 홍민우 : 팀장 역
- 최령 : 오건탁 역
- 원현준 : 최상준 역
- 조경현 : 용구 역
- 이태인 : 정순범 역
- 여이레 : 살해된 여자 역
- 금광산 : 금광산 역
- 허길자 : 교감 역
- 김윤홍 : 의사 역
- 허욱진 : 코치 역
- 윤기창 : 부검의 역
- 이자은 : 손님 1 역
- 민부경 : 손님 2 역
- 송채형 : 형사 1 역
- 오승현 : 형사 2 역
- 오채원 : 카페사장 역
- 이성득 : 경찰관 역